# داني بيرن
داني بيرن (بالإنجليزية: Danny Byrne)‏ (30 نوفمبر 1984 - ) هو لاعب كرة قدم بريطاني في مركز الهجوم. لعب مع مانشستر يونايتد ونادي ريدنغ ونادي تشستر سيتي ونادي ويتون ألبيون.

## وصلات خارجية
- داني بيرن على موقع Soccerbase.com (لاعب) (الإنجليزية)